# スズキ・Vストローム250
Vストローム250（V-Strom250 ブイストローム250、DL250）は、スズキが製造しているデュアルパーパスタイプのオートバイ（普通自動二輪車）である。

## 概要
2016年に生産を担当する中国の現地法人である常州豪爵鈴木摩托車有限公司がGSX250Rと共に先行発表を行ない、同年のミラノショー（EICMA）にてグローバル展開する車両として発表された
。
国内モデルとして2013年発売のVストローム650、2014年発売のVストローム1000に続く『Vストローム』シリーズ第3弾となる。同シリーズの上位モデルである650・1000がV型2気筒エンジンを搭載しているのに対し、250は価格面・車重面を考慮し並列2気筒エンジンを搭載している。

## V-strom250
2017年7月6日より日本国内向け仕様の Vストローム250 が発売された。
車体は同時開発のGSX250Rと共通化しつつ、独自の部品を装備する形でデザインされており、乗車ポジションは全体的に高めとなっている。
フロントは既存のVストロームシリーズをイメージしたものとなっているが、スクリーンと単眼式ヘッドライトは専用品となっている。ハンドルはアップタイプとなりナックルガードを装備、リアにはアルミ製アシストグリップ兼大型キャリアを装備するほか、アンダーガードやセンタースタンドも装備する豪華な内容となっている。
エンジンはGSX250Rと同型のものが搭載されている。前後ホイールもGSX250Rと共通でABSは搭載されていない。なお海外向けにはABS搭載車も販売されている。
液晶メーターもGSX250Rと共通のものが装備され、スピード＆タコメーターやデュアルトリップメーター、ギアポジションインジケーター、平均燃費計、オイルチェンジインジケーター、燃料計、時計を表示するほか、ディスプレイ横には任意に設定した回転数で点灯するエンジンRPMインジケーターが配置されている。
2018年10月にマイナーチェンジを実施。カラーリング及びマフラーカバーの変更と、輸出仕様に存在したABS仕様が追加された。